# American Pie: Wakacje
American Pie: Wakacje (ang. American Pie Presents: Band Camp) – film komediowy produkcji amerykańskiej, nakręcony w roku 2005 przez Steve’a Rasha.

## Fabuła
Matt Stifler, młodszy brat bohatera poprzednich filmów z serii – Steve’a Stiflera, zostaje wysłany przez Chucka „Sherminatora” Shermana na obóz letni. Obóz próbuje okablować ukrytymi kamerami i – co za tym idzie – podglądać dziewczyny, lecz ostatecznie traci głowę dla pięknej obozowiczki Elyse i jego wysiłki idą na marne. Mattowi stara się pomóc obozowy wychowawca, pan Levenstein.

## Obsada
- Tad Hilgenbrink – Matt Stifler
- Arielle Kebbel – Elyse Houston
- Jason Earles – Ernie Kaplowitz
- Tara Killian – Patty
- Matt Barr – Brandon Vandecamp
- Matt Baker – Derek
- Dossett March – Andy
- Crystle Lightning – Chloe
- Carla Alapont – Leslie
- Jun Hee Lee – Jimmy Chong
- Lauren C. Mayhew – Arrianna
- Lily Mariye – dr. Susan Choi
- Nick Rish – Landon Vanderkamp
- Claire Titelman – Clare Beechwood
- Angela Little – Sheree
- Rachel Veltri – Dani
- Omar Benson Miller – Oscar
- Ginger Lynn – pielęgniarka Sanders
- Timothy Stack – pan Nelson
- Eugene Levy – pan Levenstein
- Chris Owen – Chuck „Sherminator” Sherman